# Maryke Hendrikse
Maryke Hendrikse (née le 23 février 1979 à Nassau) est une actrice bahamo-canadienne.

## Biographie

### Enfance et formation
Marÿke Hendrikse est née à Nassau, aux Bahamas, et a grandi à Toronto, où elle a été la première diplômée du célèbre programme d’école secondaire alternative « Interact ». elle a déménagé à Vancouver il y a 3 ans et demi.

### Carrière
Marÿke commence sa carrière d’actrice professionnelle dans « My Secret Identity ». Elle joue dans de nombreux films et à la télévision et s’est produite sur de nombreux théâtres au Canada et aux États-Unis.

## Filmographie
- 2006 : Le Journal de Barbie : Reggen
- 2008 : Barbie et le Palais de diamant : Melody